# 武鴻南
武鸿南（1963年—），一译武红南，男性，海阳省人，越南政治人物、外交官。
曾任越南外交部部长助理、外交部办公厅主任，2014年，升任外交部副部长、海外越南人委员会主任。2018年，转任越南驻日本兼马绍尔群岛大使，驻地在日本东京都，并于当年12月4日向日本政府呈递国书，2022年9月21日离任。
2022年12月，越南公安部以武鸿南在新冠肺炎疫情爆发期间，组织实施接送越南公民回国航班参谋工作中失职渎职将其逮捕。同年12月27日，越共中央政治局、书记处将武鸿南开除越南共产党党籍。次年6月8日，政府总理决定开除武鸿南的公职。